# Ahmed Ben Soueid
Ahmed Ben Soueid (ur. w Bengazi) – libijski piłkarz, grający na pozycji napastnika, trener piłkarski.

## Kariera piłkarska

### Kariera klubowa
Występował w Al-Ahly Benghazi.

### Kariera reprezentacyjna
Bronił barw narodowej reprezentacji Libii. Strzelił w jej składzie ponad 50 goli.

## Kariera trenerska
W 1989 prowadził narodową reprezentację Libii.